# 小原工
小原 工（おばら たくみ、1967年2月9日 - ）は、鳥取県米子市出身のトライアスロンチーム・チームテイケイ所属の選手。 鳥取県立由良育英高等学校、仙台大学体育学部卒業。高校、大学時代は水球選手。

## 主な成績

### 2005年
- 全日本トライアスロン皆生大会優勝

### 2004年
- 全日本トライアスロン皆生大会優勝

### 2002年
- 日本トライアスロン選手権東京港大会8位

### 2000年
- シドニーオリンピック 21位
- 日本トライアスロングランプリ最優秀選手

### 1999年
- ジャパンカップシリーズ優勝
- 日本トライアスロングランプリ最優秀選手
- 日本トライアスロン選手権優勝

### 1998年
- ジャパンカップシリーズ優勝
- 日本トライアスロングランプリ最優秀選手
- ASTCアジア選手権優勝
- ワールドカップ蒲郡大会9位

### 1997年
- ジャパンカップシリーズ優勝
- 日本トライアスロングランプリ最優秀選手
- ASTCアジア選手権優勝
- 長良川国際トライアスロン2位

### 1996年
- ジャパンカップシリーズ優勝
- 日本トライアスロングランプリ最優秀選手

### 1995年
- 日本トライアスロングランプリ最優秀選手
- ASTCアジア選手権優勝
- ワールドカップクリーブランド大会 5位
- 世界選手権メキシコ大会 13位

### 1993年
- ASTCアジア選手権優勝

### 1992年
- ASTCアジア選手権優勝
- 全日本トライアスロン皆生大会優勝

### 1991年
- 全日本トライアスロン皆生大会2位

### 1990年
- 全日本トライアスロン皆生大会3位
- 日本トライアスロン選手権波崎4位